# Nguyễn Phúc Thục Tuệ
Nguyễn Phúc Thục Tuệ (chữ Hán: 阮福淑慧; 2 tháng 2 năm 1832 – 9 tháng 10 năm 1854), phong hiệu Vĩnh Chân Công chúa (永真公主), là một công chúa con vua Minh Mạng nhà Nguyễn trong lịch sử Việt Nam.

## Tiểu sử
Hoàng nữ Thục Tuệ sinh vào ngày mùng 1 Tết (âm lịch) năm Nhâm Thìn (1832), là con gái thứ 39 của vua Minh Mạng, mẹ là Ngũ giai Hòa tần Nguyễn Thị Khuê. Công chúa là con thứ tư của bà Hòa tần.
Năm Tự Đức thứ 4 (1851), công chúa Thục Tuệ lấy chồng là Phò mã Đô úy Trương Văn Cát, người Thanh Hóa, là con trai của Quản cơ tặng Vệ úy Trương Văn Minh. Phò mã Cát sau vì có tội bị giáng làm Quản cơ, đến khi phò mã qua đời vào năm Đinh Mão (1877) mới được phục tước Đô úy. Công chúa không có con nối dõi.
Năm Tự Đức thứ 7 (1854), Giáp Dần, ngày 18 tháng 8 (âm lịch), công chúa Thục Tuệ mất, hưởng dương 23 tuổi, được truy tặng làm Vĩnh Chân Công chúa (永真公主), thụy là Trang Hòa (莊和). Mộ của bà được táng tại Dương Xuân Hạ (thuộc Hương Thủy, Thừa Thiên - Huế).